# マフムード・アフマディーネジャード
マフムード・アフマディネジャド （ペルシア語: محمود احمدینژاد, ラテン文字転写: Maḥmūd Aḥmadī-nezhād ペルシア語発音: [mæhˈmuːd(-e) æhmædiːneˈʒɒːd] ( 音声ファイル),; 1956年10月28日 - ）は、イラン・イスラーム共和国の政治家、学者。同国大統領（第6代）を務めた。現公益判別会議議員。保守派政治団体の連合体イスラーム・イラン建設者同盟（アーバードギャラーン連合）の中心的政治指導者。日本ではアフマディネジャドと呼ぶ場合がある。

## 人物
アフマディーネジャードは、貧困層を出自とする技術者・研究者で、イスラーム革命後、ホメイニーに忠実な路線をとる学生運動団体を統括する団結強化本部に参加した。その後北西部における市長職などをへてアルダビール州知事に任じられていたが、1997年にモハンマド・ハタミが大統領に選出されると解任され、教職に戻っている。2003年、テヘラン市評議会はアフマディネジャドを市長に選出。前任の穏健派市長らの改革を覆し、宗教的強硬派の立場を取った。2005年の大統領選ではイスラーム・イラン建設者同盟の支援を受けて決選投票で62%の票を獲得し、2005年8月3日、大統領に就任した。2009年の大統領選挙で2期目に再選。
アフマディネジャドはイラン内外で論争の的となる人物である。国内では、経済的失政と人権の無視が非難されてきた。前者については、2007年の国内での燃料消費抑制のためのガソリン配給計画開始、公共・民間の金融機関における貸付金利の引き下げ、2010年の補助金目的化法の実施がある。アフマディネジャドはイランの原子力計画を支持している。
2009年の大統領選挙では再選を決めたものの選挙不正が疑われ、国内における広範な抗議行動を招くとともに、国際的にも著しい非難を浴びた。2011年には、最高指導者アリー・ハメネイらとの軋轢が表面化し、エスファンディヤール・ラヒーム・マシャーイーを中心とするいわゆる「逸脱した潮流」問題で側近・支持者らが逮捕されている。2012年3月の国会議員選挙では、保守派が圧倒的な勝利を得たが、保守派内部ではハーメネイー支持の反大統領派が圧勝し政権運営は厳しさを増している。イラン憲法では連続3選を禁じており、2013年8月3日の任期満了をもって退任。なおも貧困層には人気があり、2021年6月18日の大統領選挙に立候補したものの、内務省より失格と判定され出馬できなかった。2024年イブラーヒーム・ライシ大統領の5月19日のヘリコプター事故死により大統領選挙が繰り上げ実施されることになったが、この時も立候補を届け出たものの失格となった。米国やイスラエルに対し強硬な発言を繰り返すため、ここ数年は暗殺を警戒していたとされ、2024年7月エアコン修理から戻ってきたはずの車が乗り換え後に暴走衝突するという事故を起し、暗殺計画であった可能性が伝えられている。

## 経歴

### 出自
1956年10月28日、イラン帝国セムナーン州ギャルムサールで雑貨商アフマド・サボージアンの子として生まれる。父アフマドは雑貨商の他に鍛冶師や理髪師など幾つもの仕事を掛け持ちして家族を養っていたという。父はイスラム教シーア派を信仰していたとされているが、元々は数百年前から続くユダヤ系イラン人の家系であったとする説もある。後に一家は自らの名字を「アフマディーネジャード」へと改称しているが、これも「サボージアン」という名字から改宗ユダヤ人である事が露呈するのを恐れた可能性が指摘されているが、名字の由来については議論もある。
真偽はどうあれ、イランではアフマディーネジャードの出自について議論する事はタブーであり、秘密警察の監視対象となっているとも言われるが、彼の経歴は多くの記者・フリーライターが調べており、ブロガーの逮捕も老人であるジャンナティを風刺した事が原因であるとされる因みに母方はサイイド系氏族に属する一家の出身であるという。
1976年、政府から高等教育を学ぶ認可を得ているが、本人の自伝では参加者中132位の成績であったと主張されている。認可を得ると同年中にイラン科学技術大学に進み、土木工学を専攻している。

### イラン革命後
それからアルダビール州知事に当選する1997年までのアフマディーネジャードの経歴については謎が多く、大統領就任後の現在でも不明瞭な部分が大きい。イラン革命後はイラン学生同盟に参加してイスラム主義の学生運動に参加、イスラム社会主義を掲げるモジャーヘディーネ・ハルグに共鳴した学生達へ対抗した。またアゼルバイジャンとの国境である東アゼルバイジャン州で政府組織に関わり、イランアメリカ大使館人質事件にも関与した疑惑が存在する。ただし後者はアメリカとイランの双方が否定している。
イラン・イラク戦争では革命防衛隊に志願して諜報部の職員として従軍していたと考えられている。だがアフマディーネジャードの大統領顧問を務めた革命防衛隊の高官サマレ・ハーシェミーは「彼は協力者ではあったかも知れないが、革命防衛隊の諜報組織に在籍した記録はない」と述べている。
学業については途中で休学を挟みながらも継続的に教育を受けた。1986年に修士課程を修了した後、1989年に大学の教員として雇用されている。アルダビール州知事時代の1997年には都市計画についての論文を提出して工学博士号を授与されている。

### 政界進出
1980年代、アフマディーネジャードは東アゼルバイジャン州で幾つかの県で政府推薦による知事職を経験した。より後年には同じく非ペルシャ系住民が多数を占めるクルディスタン州（コルデスターン州）で州知事の補佐官を2年間務めている。1990年、イスラーム技術者集団に入党。その3年後となる1993年にはアルダビール州知事に選出されているが、敵対する世俗派のモハンマド・ハータミー大統領によって1997年に解任されている。解任後、一旦政界から退いて教育活動に専念した。
2003年、イスラム主義の政治連合イラン・イスラーム同盟の支持を受け、テヘラン市長に就任する。市長としては前任者らによる世俗派・改革派の路線を覆して、保守的な統治を進めた。前市長の設立になる諸文化施設については宗教的な活動に重点をおき、また市庁舎エレベーターでの男女分離を推進、更にイラン・イラク戦争戦没者をテヘラン中心地に埋葬する提案などを行っている。これらの政策は貧困層への食料配給などの慈善事業と抱き合わせて行われたものであった。
市長となって2年後の2005年世界の市長の最終候補者65人のうちに名を連ねた（このときの全体の候補者は550人、アジアからの候補者は9人）。しかし知名度が高まる中で大統領選挙に意欲を見せたアフマディーネジャードが任期途中で市長職を退いた為、選考は見送られた。

### イラン大統領選挙
2005年、アフマディーネジャードは大統領選挙への出馬を表明した。宗教保守派と貧困層の双方から支持を集める事を目標に掲げ、選挙戦での標語は「やればできる」（ペルシア語: میشود و میتوانیم）に決定された。
テヘラン市長としての経歴を考えても政界での知名度が乏しい為に有力候補とは言い難く、そもそも市長職も直接選挙を経ていなかった。彼の頼みの綱は所属するイスラーム技術者集団、そして市長選で後ろ盾となったイラン・イスラーム同盟であった後にアフマディーネジャードは第2代最高指導者アリー・ハーメネイーから協力を取り付け、ハーメネイーはアフマディーネジャード派を支持する発言を行っている。

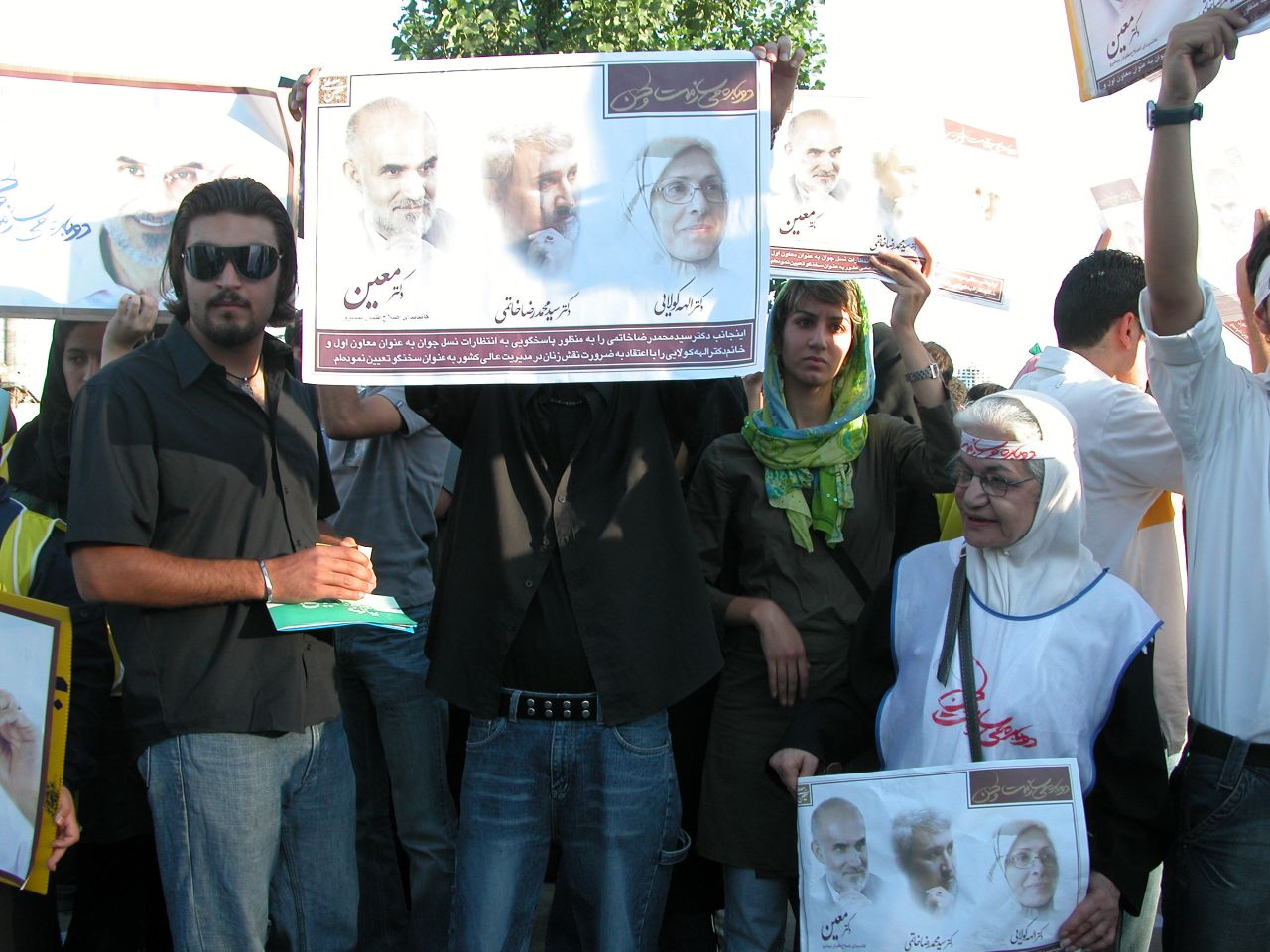
イラン大統領選挙（2005年）

選挙宣伝においては常にポピュリズム（人民主義）に訴えかける戦術を用いて、「自らの生活の慎ましさ」を強調する為に第2代大統領モハンマド・アリー・ラジャーイーと比較するなどしている。アフマディーネジャードの支持者達は、彼が「謙虚で質素な生活を送っている」と主張している。後に大統領に就任した時ですら警備上の問題を指摘されるまでテヘランの自宅に留まり、また大統領宮殿では自宅から持ち込んだ古い絨毯を使い、大統領専用機ではなく貨物機を移動に使用させていた。これについてはラジャーイーの家族から抗議を受けている。
また宗教的に自身を「原理主義者」であるとし、イスラーム的およびイスラーム革命的諸原理に基づいた政治を行うと言明している。政策目標として掲げたものの一つが「石油収入を人々の食卓へ」であって、石油収入の貧困層への分配に言及した。熱心なシーア派教徒としても振る舞い、後に最初の閣議を聖地マシュハドで行わせている。また同じく選挙後には次のように宣言している。「殉教者の血に感謝を。新たなるイスラーム革命が勃発した。1384年（当年）のイスラーム革命は神が望まれるならば世界の不正の根を取り除くだろう」「イスラーム革命の波は全世界に届くだろう」とも発言している。
対外的にも強硬路線を主張し、対米関係改善に反対を表明した唯一の候補者でもある。イラン・イスラーム共和国放送による選挙直前の政見放送インタビューでは国際連合についても「一方的で反イスラーム世界的に仕組まれている」と発言、特に安全保障理事会常任理事国5か国のもつ拒否権への反対を明らかにし、同じインタビューで「世界の認めることをわずかな国が審理し拒否するということは公正ではない。このような特権が存続すべきであるならば、15億の人口を擁するイスラーム世界にも同じ特権が必要だ」と述べている。イランの核開発計画も継続を主張、「少数の傲慢な勢力」がイランの産業・技術の発展をこの分野のみならず制限しようとしていると非難した。決選投票前の運動期間中には「我々は個々の政府の革命に関わろうとしているのではない。……この革命は世界大の政府に至ろうとするものだ」と述べている。また外交関係の改善のためにテロとの戦いによる連帯を推進することを計画しているとし、同時に周辺諸国との関係拡大、ビザ要件の撤廃と相互免除などを「人々は望むところに自由に赴くことが可能であるべきである。人々は巡礼、旅行において自由であるべきだ」として主張した。
アフマディーネジャードのこうしたイデオロギーの精神的指導者としてはゴムの高位ウラマーであるアーヤトッラー・モハンマド・タギー・メスバーフ・ヤズディーが挙げられ、アフマディーネジャード自身も認めている。メスバーフ・ヤズディーはイランでのハッガーニー学派の創始者であり、その一派は2005年の大統領選挙において、アフマディーネジャードを強く支持した。

### 大統領選出

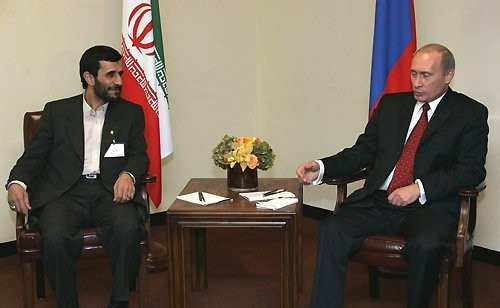
当選後のアフマディーネジャード（2005年）

アフマディーネジャードは決選投票において、ラフサンジャーニー元大統領の約2倍にあたる63%の得票を得て勝利、2005年8月3日、最高指導者・アーヤトッラー・アリー・ハーメネイーの認証を受け、2005年8月6日に大統領に就任した。認証式典の際、アフマディーネジャードはハーメネイーへの忠誠の証として、その手への口づけを行っている。これに関連してジャーナリストのアミール・ターヘリーはハーメネイーの長男モジュタバーがアフマディーネジャードの選挙参謀を務めたと主著している。
大統領は15日以内に閣僚名簿をマジュレス（議会）に提出しなければならない。議会は1週間にわたって閣僚の承認について審議を行う。アフマディーネジャード陣営幹部のマスード・ザリーバーファーンは、宣誓当日に閣僚名簿が提出されるとの見通しを示したが、閣僚名簿が実際にマジュレスに送られたのは8月14日のことであった。これにより、大統領提案の閣僚名簿についての審議のためのマジュレスは8月21日までに開会されることになる。議会では8月5日、非公式の会合を開いた。この時点でアフマディーネジャードは、議会の意向を探るため各閣僚について3名ないし4名の候補者名簿を発表している。最終的な候補者名簿が公式に議会に送られたのは先述の通り2005年8月14日のことである。
マジュレスでの閣僚候補審議は2005年8月21日に始まり、激しい議論を交わしたのち2005年8月24日に投票がおこなわれた。協同組合相、教育相、石油相、福祉社会保障相の4候補が不承認となった。すべてアフマディーネジャードのテヘラン市長時代の部下であった。
閣僚候補名簿と承認投票での結果は以下の通りである。

### 地方議会選挙・専門家会議選挙

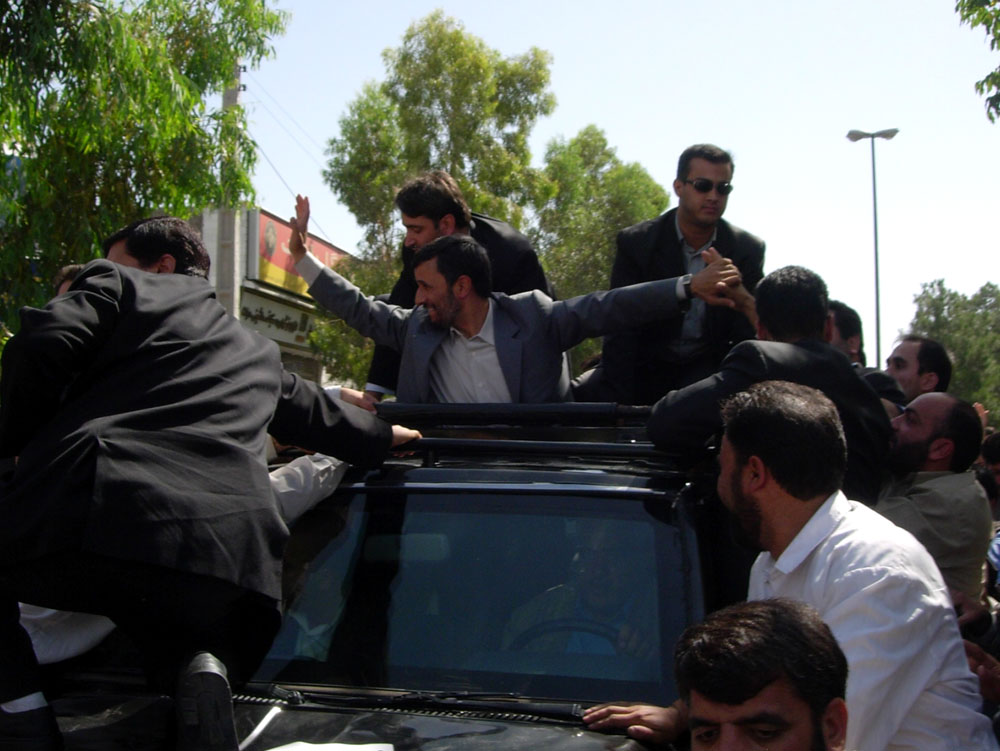
セムナン州を訪問するアフマディーネジャード（2007年）

下馬評を覆して当選を果たしたアフマディーネジャードであったが、政権基盤の脆弱さは当選前と変わらなかった。翌年に行われた地方議会選挙において、アフマディーネジャード派は十分な議席数を確保できなかった。更には自派の宗教的指導者であるモハンマド・タギー・メスバーフ・ヤズディー師は国家元首を選出する専門家会議に出馬したものの、第6位当選という振るわない結果に終った。対照的に選挙戦では敗れた前大統領アリー・アクバル・ハーシェミー・ラフサンジャーニーは第1位で当選するなど、根強い支持を見せ付けた。
地方議会選挙、専門家会議の双方での敗退はアフマディーネジャード派の威信を大きく傷つけ、また保守派に属する大統領の当選への反動を印象付けた。独立紙『カーゴザラン』は「結果は民衆が過去から学んだ事を示した。…つまり穏健派を支援する局面にあると理解したのだ」と指摘している。『ワシントンポスト』は選挙について「アフマディーネジャードとヤズディー師への一撃」と報じた。

### 再選
2009年、不安定な政権を維持しながら1期目の任期が終了に近付くと、最高指導者アリー・ハーメネイー師はアフマディーネジャードが「次の5年も治める事を期待する」として再選を支持する発言を行った。2009年6月12日、アフマディーネジャードは2期目当選を目指して大統領選挙に出馬、前回とほぼ同じ62.63%の得票を得て再選された。
選挙終了後、穏健派の新たな旗印として無所属ながら33.75%の得票を集めたミール・ホセイン・ムーサヴィー元首相は、アフマディーネジャード派による不正選挙の可能性を指摘した。街頭では反大統領派による抗議集会が行われた。騒動を経てもアリー・ハーメネイー師はアフマディーネジャード支持の姿勢を続け、正式に彼の当選を国家元首として承認した。複数の政治家が大統領就任式典への出席を拒絶、アリー・アクバル・ハーシェミー・ラフサンジャーニー、モハンマド・ハータミーら穏健派の主要政治家も当選は不正として出席しなかった。
インターネット上ではアフマディーネジャード再選に対する抗議デモがブログなどで呼びかけられ、大統領就任日に議事堂前でデモ隊と警備隊が衝突する事件に発展した。英仏独は不正の疑われる再選に関して、これを歓迎しない事を声明した。
アフマディーネジャード自身は再選について正当な結果であったと主張、その上で「イランのイスラーム体制を守らねばならない」と演説した。しかし当選後に提出した閣僚案はまたしても承認されず、幾つかの大臣候補を変更する必要に迫られた。

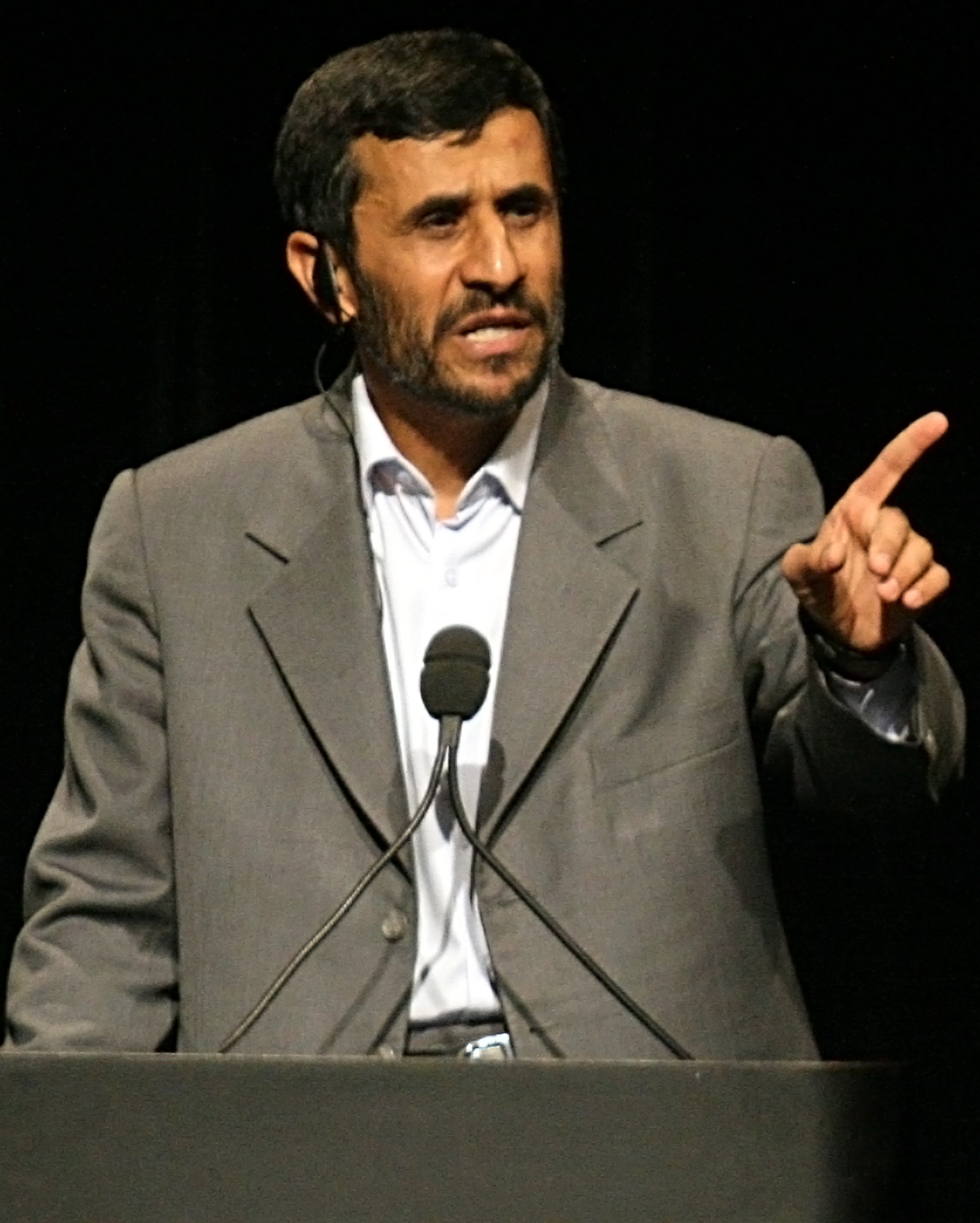
演説中のアフマディーネジャード（2009年）

7月26日、アフマディーネジャードは内閣から4名の大臣を解任したが、これはイラン共和国憲法に抵触する可能性が指摘された。共和国憲法第136条において、閣僚の多数を変更する場合には議会の承認を得なければならないとされているが、アフマディーネジャードは議会承認を得る前に内閣改造を行っている。
8月19日、女性閣僚を含む21名からなる内閣の要員が決定されたが、議会はその内3名の就任を却下している。

### ホルムズ海峡封鎖危機

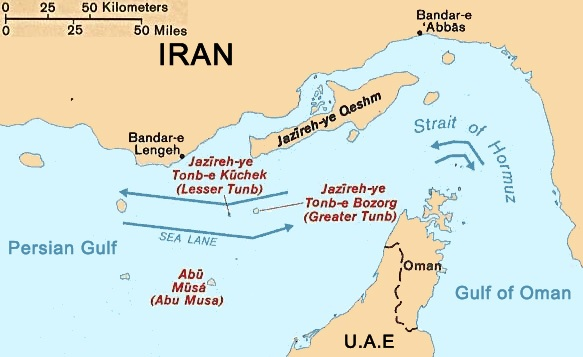
ホルムズ海峡

アメリカとの対決姿勢で一貫していたアフマディーネジャード政権下において、イランの対米関係は悪化を続けていた。そうした中で長年指摘が続けられていた核開発疑惑への報復として欧米諸国が禁輸処置を採った事に対し、保守派内で「報復としてホルムズ海峡封鎖を行うべき」との強硬派意見が現れた。
封鎖すれば世界経済に甚大な被害を与える事は明らかであり、バラク・オバマ米大統領が「必要ならば武力行使も検討する」と警告するなど急速にイランを取り巻く情勢は緊迫化した。
封鎖危機においてアフマディーネジャード本人は「イランの自主性」を主張しつつも外交的解決を模索するなど、決断力に欠ける姿勢から保守派内で孤立しつつある。また慈善政策の中止などの福祉削減案を発表した事で、重要な支持勢力であった貧困層の支持も離れる傾向にあると指摘されている。
2011年3月に行われた議会選挙は国内情勢を反映する形となり、保守派の中でも封鎖を支持するハーメネイー派が勝利する一方、アフマディーネジャード派は穏健派と共に敗北を喫している。
保守派内での主導権を失った事で、今後の封鎖問題に関する対応に変化が見られる可能性も指摘されている。

## 国内政策

### 経済
アフマディネジャドは2006年1月15日、政権としての初の予算案（2006年4月〜2007年3月期）を議会に提出した。この予算案では前年度予算に対し27%増の、総額1956兆リヤール（2174億米ドル）を要求している。これは歳入のかなりの部分を占める石油収入について輸出価格を1バレル39.70ドルと予測、これを基準として編成されたものである。本予算案提出にあたっての政策方針として、国営銀行に対し低収入家族向けの消費者金融および発展途上地方の小規模企業への融資の割合を拡大するよう要求している。また低収入家族のための住宅助成の増加も目立つもので約10億ドルとなっている。
また政府はNGOを敵対的に捉えているが、アーヤトッラー・メスバーフ・ヤズディー関連のNGOについては350億リヤール（約350万ドル）をつぎ込んでおり、これは前年度比で約10倍となっている。
2006年6月、50人のイラン人経済学者が、大統領マフムード・アフマディネジャドに対して書簡を送り、物価安定のための商品、セメント、政府サービスについての価格干渉、および労働省提案により高等労働会議で発令された労働者給与の40％増を酷評した。アフマディネジャドは激しく反発し、これを公式に非難する声明を出している。
2007年1月25日、アフマディネジャドは、高率のガソリン消費を国民経済が直面している主要な問題と指摘した。
「今年（2006年3月21日〜）、今に至るまで石油省はガソリンの輸入のために何億ドルもの予算を費消した」と言及。そのうえで政府は高率のガソリン消費を制御しようとしているが、市価でのガソリン販売を計画にいれていないとする。しかしアフマディネジャーlド自身もガソリン価格の段階的引き上げを拒否しており、引き上げは政府が公共交通機関を整備し、必要な準備を整え終わる5年後以降のことになるとしている。

### 家族計画・人口政策
イラン学生通信によると2006年10月、アフマディネジャドは各家庭に2人の子供を推奨する政策に反対、イランが現在の7000万人に加えて、さらに5000万人を養うことが出来ると発言した。
この意見は批判を招いたが、アフマディネジャドは議員に対し、現状の3人目以降の子供をもつことを制限する産児制限政策を廃止したいとの意向を語っている。
批判側では、急速なインフレーションと、非公式統計では25%とも推定される失業率増大への対策が急務となっている現状にあって、大統領の発言は分別を欠いたものであるとして警鐘を鳴らしている。高出生率を望むアフマディネジャドの呼びかけは、1979年のイラン・イスラーム革命後にルーホッラー・ホメイニーが志向した政策と類似性を持つ。この政策は人口爆発につながり、経済に対する重圧となり、のちに撤回されている。その結果、人口増加率は最高を記録した1986年の3.2%から、現在はおよそ1.2%程度まで低下しており、これはアメリカ合衆国のそれと同程度である。

### 住宅
アフマディーネジャード政権による最初の法案は、12兆リヤール（13億ドル）規模の「レザー慈悲基金」を設置する法律である。基金の名はシーア派イマームの一人アリー・アッ＝リダーによる。同基金はアフマディーネジャード政権によれば、石油収入を若年層の就職・結婚、住宅購入の支援にあてるものとされた。著しい負担となる都市中心部での住宅購入を援助し、晩婚化の進行（現在男性28歳、女性25歳）への対策でもあった。基金では慈善寄進も募り、各州に理事会を置くものとしている。本件は国会承認が必要であるが、同基金設立を経済問題解決への政権の努力と捉えて、保守派が多数を占めるマジュレスで強い反対にあうことはないと見られていた。しかし2006年、議会は同法案を否決。アフマディーネジャード政権は行政機関による運営に切り替え、実質的にこの政策を実施に移していると伝えられている。

### 女性の権利
2006年4月24日、アフマディーネジャードは、女性に対してのスタジアムでの男性スポーツ観戦禁止がまもなく撤回されると発表した。国営テレビではアフマディーネジャードが「各スポーツ団体首脳にナショナルマッチ観戦のためにスタジアム観客席を用意するよう命じ」たと報道し、アフマディーネジャードの「ナショナルマッチほか重要な試合が開催されるスタジアムでは、女性と家族に観客席を用意されるべき、というのが最高の姿勢だ」という発言を伝えている。またこの前々日には、正しくヘジャブを着用せずにスタジアムを訪れた女性に対する懲罰に反対している。このようなアフマディーネジャードの姿勢は、サポーターの一部の怒りを買った。また直ちにマルジャ位を含む高位法学者ら、アーヤトッラー・メスバーフ・ヤズディー、大アーヤトッラー・ヌーリー・ハマダーニー、大アーヤトッラー・ナーセル・マカーレム・シーラーズィー、大アーヤトッラー・サフィー・ゴルパーイガーニー、大アーヤトッラー・ファーゼル・ランキャラーニー、アーヤトッラー・ジャヴァード・タブリーズィーなどがアフマディーネジャードの決定への異議を発表し、同令の緊急撤回を要求した。ゴムでも多くのウラマーが大統領の決定に反発しデモをおこなった。最高指導者アリー・ハーメネイーは大統領決定を撤回、村レベルから全国レベルに至るシャリーア法廷の裁判官の6万人以上が懸念を表明した。シーア通信は、スタジアムでの女性観戦許可にかかわる声明はイラン政府に対する合衆国主導の陰謀から防衛する政治的処置であった、とのアフマディーネジャードの顧問のひとりの発言を伝えている。これによると、アフマディーネジャード政権は先述の許可声明を翻し、女性のスタジアムでの観戦は反シャリーア的で禁じられるべきとしているという。
保守派はイスラーム共和国の定められた服装規定遵守の崩れを容認するものとして、大統領発言に怒りを表明した。保守派議員ラファート・バヤートは、ヘジャブ着用の遵守が乱れているのは、アフマディーネジャードが「この問題に関しさして厳格でない」ためだとして非難している。

### 教育・研究
2006年、アフマディーネジャード政権が、多数の研究者・大学教授に辞職・引退を強制したと伝えられる。これは以前のイスラーム文化革命にちなみ「第二の文化革命」と称された。この政策は現任の教授を退職させ、若返りを図るものとされ、多くの大学教授が予想外の早期退職勧告を受けた。アドバール通信によると、イラン科学技術大学では2006年11月、53人の教授が突然の辞職を強制された。
2006年、アフマディーネジャード政権は、医学、歯学、薬学分野での大学入学学生を男女同率とすべく入学制限を適用した。これは大学での女子学生数のこれ以上の増大を抑制するためのものと考えられる。批判に対し、厚生医療教育相キャムラーン・バーゲリー・ランキャラーニーは女子学生用の十分な施設、寄宿舎が不足しているためと弁じている。ザーヘダーン大学のマスード・サーレヒー学長は著しい女性の存在は、交通機関に若干の問題を生ずる、とする。バーボル医科大学のエブラーヒーム・メカーニキー学長は、女子学生率の増大により適切な教育を施すことが困難になるだろうと述べ、テヘラン医科大学のバーゲル・ラーリジャーニー学長も同様の発言を行っている。アフマディーネジャード政権の成立以降、このような法的根拠のない規制が実施に移され、「家族」と「宗教」の尊重という支持を背景に正当化されている。

### スィーヴァンド・ダム建設と文化遺産破壊問題
2007年1月22日、エネルギー相はスィーヴァンド・ダムへの貯水を一週間以内に開始すると発表した。スィーヴァンド・ダムで沈む地域には、キュロス大王廟など多数の古代遺跡があるボラーギー渓谷とパーサルギャド平原が含まれる。貯水開始日は28年前アーヤトッラー・ホメイニーが帰国し権力を奪取した記念日にあわせてのものである。
スィーヴァンド・ダム計画はイランにおける文化遺産破壊の計画であるとして、革命後イランで最も非難されるプロジェクトの一つであった。大部分のイラン人は、パサルガダエにも非常に近い、このダム建設に激しい怒りを感じており、ダムによって得られる利益は、とうていダムによる文化遺産破壊を正当化するレベルのものではないとしている。

### 核開発計画
アフマディーネジャードはイランの核開発計画の支持者である。2006年1月11日、アフマディーネジャードは、イランはまもなく平和的核技術を獲得するであろうと発表し、同時に核兵器の製造はイラン政府の方針ではないと強調、そのような政策をとることはないし、それは「違法で、我らの宗教に反する」と述べている。
さらに同じ2006年1月のテヘランでの会議の席上、「文化、理性、文明」を持つ国々は核兵器を必要とせず、核兵器を求めた国々は武力で全てを解決しようとする国々である、と付け加えている。
2006年4月、アフマディーネジャードは、イランが核燃料サイクルに適合するウランの精製に成功したと発表。マシュハドでの学生・研究者むけ演説では、イランの状況はいまや完全に変化し、核技術所有国としてそのような立場で外国と交渉できる、と述べたという。
2006年4月13日、国営イスラーム共和国通信（IRNA）は、アフマディーネジャードの発言として、イランの平和的核技術はいかなるものの脅威ともならない、それは「我らは平和と安定を欲し、何者にも不正を引き起こさず、同時に不当な扱いも甘受しない」からである、との報道をおこなっている。
しかしながら、イランの場合、大統領は核政策への権限・責任を負っておらず、国家安全保障最高評議会の管轄である。同会議は最高指導者から任命された者、および軍当局、政府、司法府、立法府などの代表者（たとえばアリー・ラーリージャーニー）によって構成され、最高指導者アリー・ハーメネイーに直接責任を負う。アリー・ハーメネイーは2005年、核兵器に反対するファトワーを発している。
2006年11月15日、アフマディーネジャードは「本日、イランは完全な核燃料サイクル技術を獲得した」と発表した。

## 国内での批判
アフマディーネジャードは合衆国批判に必要以上に時間を費やし、逆に停滞する経済改革に時間を割いていないとして、国内での評判は悪化してきている。
2006年12月時点で、2006年夏に比して野菜の価格は3倍に、住宅価格は2倍にそれぞれ上昇した。家計支出の増大と西側諸国との対立をもたらすアフマディーネジャードの強硬姿勢にイラン国民は不満を示している。アフマディーネジャードに批判的なのは改革派ばかりではなく、2005年の選挙において彼を劇的な勝利に導いた保守派からも強い反対に遭っている。選挙戦でアフマディーネジャード陣営で活動したモハンマド・ホシュチェフレは、アフマディーネジャード政権は「ポピュリスト的スローガンは得意だったが、その行政運営は上手なものではない」と指摘している。
イランの経済的・外交的孤立化が進むにつれ、保守派とアフマディーネジャードの間隙は深まりつつある。議会では2007年1月、50人以上の議員が署名して、議会にて弁明を行うようアフマディーネジャードに要求した。複数のイラン関係筋は、最高指導者ハーメネイーがアフマディーネジャードに不快感を表したということ、およびハーメネイーが大統領罷免権を持つという事実から、アフマディーネジャード政権がきわめて脆弱な基盤に立っている可能性を指摘している。ハーメネイーは通常、公の言明することを控えているが、核問題を大統領が「個人化している」として自身の個人的所有になる新聞では強く非難している。さらにアフマディーネジャード政権は2006年の地方選で惨敗し、専門家会議選でも、政権の精神的バックボーンであるモハンマド・タギー・メスバーフ・ヤズディーが第6位の票しか得ることができなかった。
議会へのアフマディーネジャード召還運動は盛り上がりを見せ、一部の議員は内務相および教育相の弾劾を示唆した。諸通信社の報道によると内相モスタファ・プールモハンマディーおよび教育相マフムード・ファルシーディーは2006年1月24日、議会に召還された。
金曜礼拝での説教でも、インフレーションに対する政府の無為怠慢を厳しく批判する声が多い。保守派でもアフマディーネジャードの強硬な政策への不満を表明しており、国際連合安全保障理事会による対イラン決議案もアフマディーネジャードの軽率な声明にその原因があるとしている。
2007年1月にはホセイン・アリー・モンタゼリーが、アフマディーネジャードは国を害している、と激しく非難した。モンタゼリーはイランにおける最年長の高位ウラマーでマルジャエ・タクリードである。また前上級核交渉担当者モハンマド・ムーサヴィヤーンは、アフマディーネジャードが安全保障理事会での投票によって科される制裁の重大性について国民を欺いていると告発。ハーメネイー傘下の新聞「イスラーム共和国」も「大統領への我々の助言は、核問題については国政の重要会議の際にのみ話し、合衆国のような攻撃的諸国を挑発するのをやめる、ということである。そして人々が日々必要としていることに集中すべきだ。人々はこれに関する公約によって大統領に投票したのだ」と述べている。
資本主義的立場をとるアリー・アクバル・ハーシェミー・ラフサンジャーニーは、アフマディーネジャード政権下での経済の民営化のペースが非常に遅いことに最高指導者が不快感を示したむね示唆している。
2008年12月の時点でインフレは年率30％近く続き、政策転換を進言した中央銀行総裁は更迭された。現政権に対する国民の不満は高まっているといえる。これに対してアフマディーネジャードは、収入に応じて国民に現金を支給する緊急の経済対策に意欲を示しているが、「露骨な選挙運動である」との批判も根強い。
こうした状況を反映してか、2009年6月12日に行われた大統領選挙の2009年3月後半の世論調査では、改革派のミル・ホセイン・ムーサビーの支持率がトップとなっており、自身の大統領再選が危うくなっていた。しかし、2009年5月3日～4日にかけて行われた世論調査では58.6％の支持を獲得、他候補を大きく引き離した。一方で、オーストリアの新聞「Der Standard」によると、匿名のアナリストの話では、アフマディーネジャードが選挙戦で劣勢に立たされており、投票率が60％を越えれば、アフマディーネジャードが再選することはできないと主張していた。
しかし、蓋を開けてみれば得票率でムーサビーを大きく引き離し、再選を果たした。

### 2006年12月の学生抗議運動
2006年12月11日、テヘランのアミール・キャビール工科大学で学生たちがアフマディネジャドの演説を中断させるという事件が起きた。イラン学生通信によると、学生らはアフマディネジャドの写真を焼き、爆竹を投げるなどしたうえ、「独裁者は死ね」と繰り返した。これはアフマディネジャド政権発足後初の公共の場での大規模な抗議運動である。学生側はウェブサイトに声明を発表した。アフマディーネジャード政権下で強まりつつある政治的圧迫への抗議であるとし、政権の腐敗、失政、差別を訴え、「広範なプロパガンダ活動がおこなわれたが、大統領は学術界を欺くことはできなかったことを学生は示した」と付け加えている。一部の学生は、ホロコースト・グローバルヴィジョン検討国際会議の開催への憤りから抗議に参加したとも報道されている。抗議運動に加わった学生は、会議は「恥ずべき」で、「世界中が我が国をナチス、人種差別主義者として非難するだろう」と述べている。
上記のような学生側の声明に対し、大統領は「我々は独裁に対抗してきた。1000年のうちに独裁を確立することの出来る者はいないだろう。たとえ自由を名目にしたとしてもだ。米英独裁政権の手先が我が国イランに傷を与えたとしても、独裁の芽生えを許す者はだれもいない」と発言。イランの各メディアは、たとえテレビカメラを壊したり、アフマディーネジャードに手製の爆弾を投げるようなことがあっても、当局者による抗議活動参加者への尋問や妨害を禁ずるよう大統領が命じたと伝えている。
また諸新聞では、この前日には1000人の学生が、改革派にたいする圧力の高まりを非難し抗議活動に参加したと報じている。また前週の全国学生日にもテヘラン大学で2000人以上の学生が、アフマディーネジャード政権発足以来、大学における言論統制があるとして抗議活動を行った。

### 2006年地方議会選および専門家会議選
2005年に発足したアフマディーネジャード政権にとって初の全国的選挙となる地方選および専門家会議選で、アフマディーネジャード陣営は敗北した。報道によると投票率は約60%と高率になっており、選挙結果は有権者の穏健派支持に傾きつつあることを示唆している。カールゴザーラーン紙は社説で「結果は有権者が、過去から学び、穏健派への支持が必要とされていると結論したことを示している」と述べ、イラン政治アナリストは「アフマディーネジャード＝メスバーフ・ヤズディーへの打撃」と評した。

### 議会における反対と最高指導者による拒否
マフムード・アフマディーネジャードは当選当初より議会から多くの抵抗に遭った。これは閣僚などの候補者や政府提出法案の承認をめぐるものである。
女性のスポーツ観戦を許可するよう法律を改正しようとした際には最高指導者アリー・ハーメネイーに拒絶されている。大統領と最高指導者のあいだには他にも顕著な見解の相違がある。たとえば服装規定の施行の程度の問題であり、これについてアフマディーネジャードは選挙時の予測に反し、実際には女性の権利関連の問題ではより自由主義的な立場に立っている。
西側諸国への批判は議会における論争の的となり、弾劾の可能性は低いが、アフマディーネジャードの議会召還問題につながっている。

## 対外政策

### アメリカ合衆国との関係

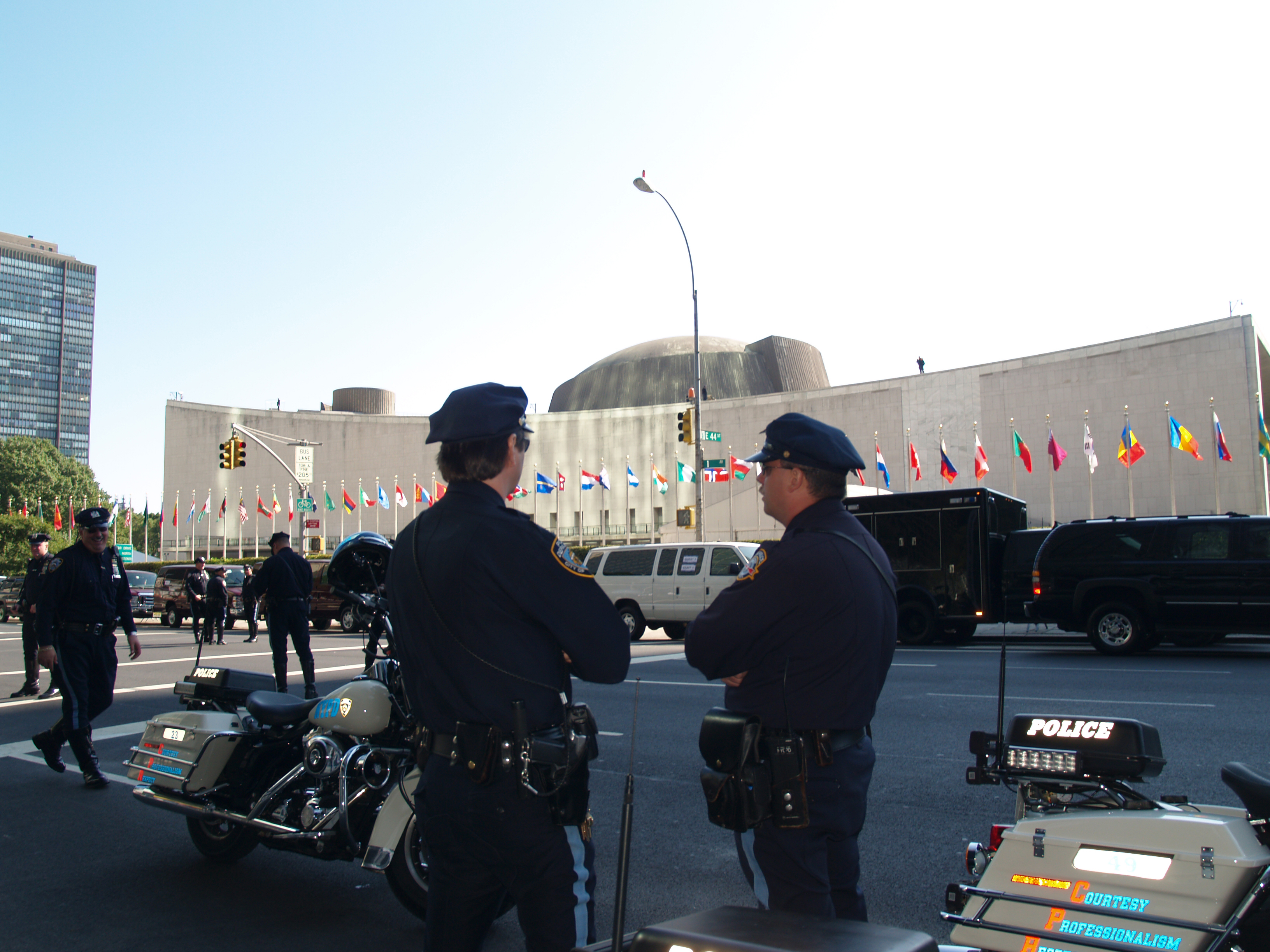
2008年、ブッシュとアフマディーネジャードが遭遇するため、重い警備が敷かれる国際連合本部前

2006年5月8日、アフマディーネジャードはアメリカ合衆国大統領ジョージ・W・ブッシュあてに、イラン核論争終結のための「新提案」として親書を送った。合衆国国務長官コンドリーザ・ライスおよび国家安全保障担当補佐官ステファン・ハドリーは、これを交渉上の策略でスタンドプレーに過ぎず、イランの核開発計画に対する合衆国の懸念に答えるものでないと一蹴した。ジャカルタでの会議の数日後、アフマディーネジャードは同親書について「全ての神の預言者に共通する一神教と公正への招待状であった」と発言している。
2006年8月8日、アフマディーネジャードは60 Minutesの記者マイク・ウォーレスによるテレビ・インタビューに出演した。
2006年半ばには、合衆国大統領ジョージ・W・ブッシュを2006年9月19日に予定された国連総会での討論に招待した。この討議はウラン濃縮に関するイランの権利を巡って開催されるものであった。ホワイトハウス報道官トニー・スノーは「大統領とアフマディーネジャードとのあいだで恨みをはらんだ鉄骨での殴り合いなどおこなわれるようなことはないだろう」と述べ、直ちに拒絶した。
2006年11月29日、アフマディーネジャードはさらにアメリカ国民に宛てた公開書簡を発表した。書簡で、中東での合衆国政府の諸活動と現在の事実を隠蔽するような行動について緊急に対話が必要である、とし彼の不安と懸念を示している。そのうえで合衆国政府の政策の多くを批判。アメリカ国民は「最近の選挙でその不満を示したのだ」とし、合衆国の多くの人々はイランをテロ支援国の筆頭と考えているが、イランもまたすべてのテロリズムを非難していると述べている
。
2010年3月6日、アフマディーネジャードはアメリカ同時多発テロ事件について、「対テロ戦に乗り出し、アフガンへ部隊を送り込む理由を作る」ことを目的とした「シナリオであり、巧妙な情報策」だったと発言した（アメリカ同時多発テロ事件陰謀説）。また同年9月23日にニューヨークの国連本部で行った一般討論演説でもテロはアメリカ政府の陰謀だと述べ、これに対してアメリカ、欧州諸国、オーストラリア代表団は途中退席している。

### イランとロシアの関係

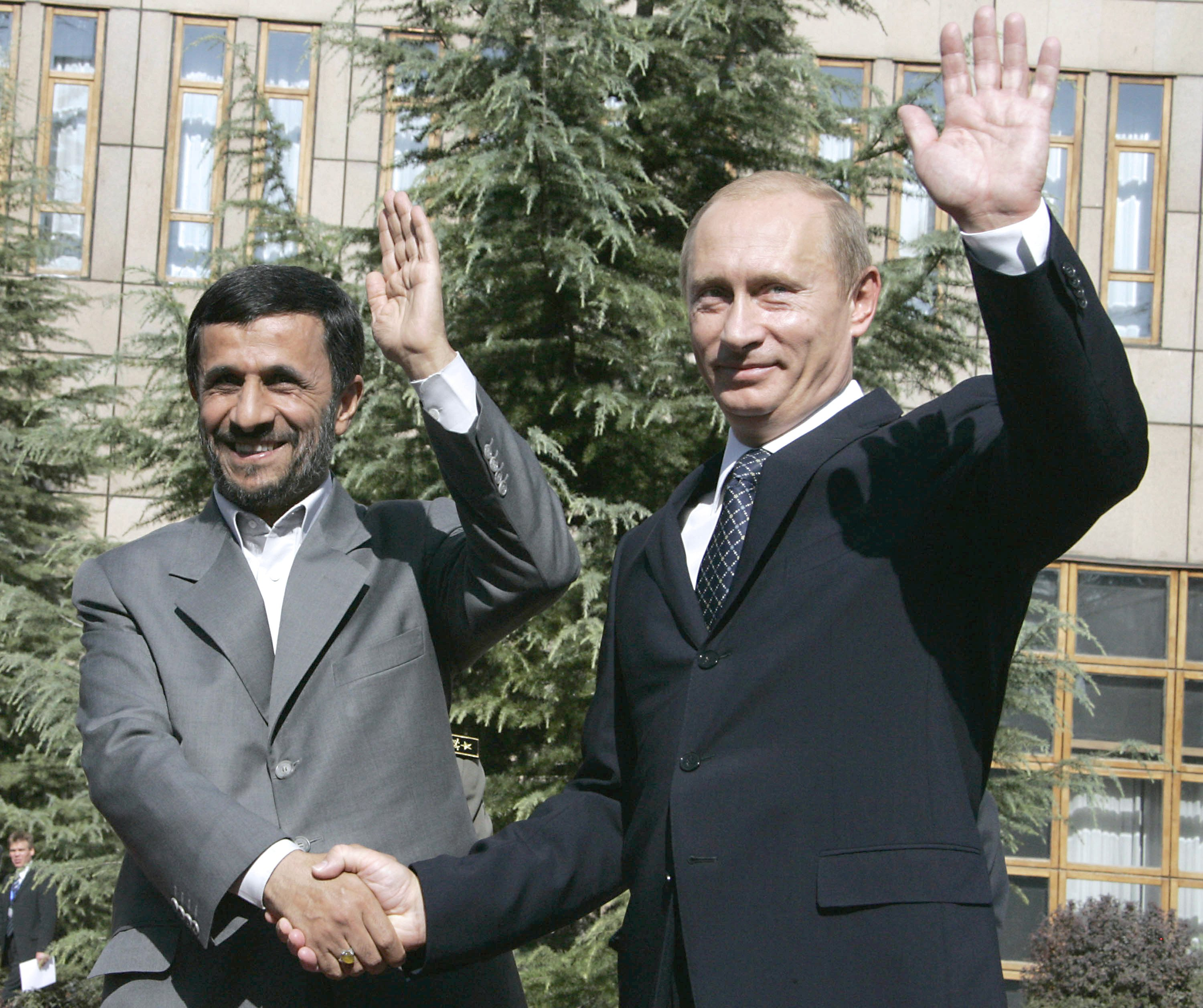
2007年、ロシア連邦大統領のウラジーミル・プーチン（右）と

アフマディーネジャードはロシアとの関係強化を推進、2005年10月には専管の部局を設置している。核問題に関してロシア大統領ウラジーミル・プーチンと協働し、さらにカスピ海問題を含む諸問題についても、両首脳は両国の相互協力を強化する意向を表明している。ただし、西側情報当局者はアフマディーネジャードが対ロシア戦を戦うチェチェン武装勢力に資金提供し、さらにイラン国内で訓練しているとして非難を加えている。
なお、アフマディーネジャードはホロコーストを否認、ナチスを擁護しているが、ロシアではホロコースト否認は刑事罰の対象となっている。また、ホロコーストの対象にはロシア人も含まれている。

### 反イスラエル諸発言
2005年10月26日、アフマディーネジャードは反イスラエル発言を含む演説をおこなった。広範に流布された翻訳によると、アフマディーネジャードはアーヤトッラー・ホメイニーの声明とするものに同意し、「占領体制」は除去されるべきであり、これを指して、「イスラーム世界の不名誉な汚れ」を「拭い去らねばならない」と発言している。
アフマディーネジャードの発言は西欧諸国政府、欧州連合、ロシア、国際連合安全保障理事会、国連事務総長コフィー・アナンらの批判を招いた。またエジプト、トルコ、パレスチナの指導者もアフマディーネジャード発言に不快感を示している。当時のカナダ首相ポール・マーティンは「このイスラエルの存在に対する脅威、ジェノサイドの要求は、イランの核への野望と表裏一体のものであり、全世界の無視できない問題である」と評した。

イスラエル系の中東報道研究機関は、イガル・カルモン会長の見解として、「イスラエルの正当な存在権の否定」し、「シオニスト国家・イスラエル」を抹殺し、「ユダヤ人とイスラエル国を悪の権化としてきめつけ」るために行われた発言と批判している。
ただしこの問題の文言については翻訳上の疑問があると指摘する専門家もおり、「地図から抹消する wipe off」ではなく、「時間のページ」あるいは「歴史のページ」から「除外する eliminate」「拭い取る wipe away」とするのがより正確であるとする。 ニューヨーク・タイムスの外信担当副編集イーサン・ブロンナーはこの翻訳論争を概観し、外務省・大統領府などの「全ての公式翻訳」を見ると、「イスラエルを拭う wipe away」との訳となっていると指摘している  。
2006年のイスラエル・レバノン紛争について、アフマディーネジャードはイスラエルの行動を第二次世界大戦時のアドルフ・ヒトラーの行動と比較し、「まるでヒトラーのようだ。シオニスト体制は軍事攻撃の名分を求めている」「まさにヒトラーのように行動している」と述べた。
2006年8月8日、アフマディーネジャードは60 Minutesの記者マイク・ウォーレスのテレビインタビューに応え、その場でイスラエルの「残虐な体制」に対するアメリカの支援およびイスラエルのレバノン侵攻の道義的根拠に疑問を示した。
同12月2日のカタル・ドーハでのパレスチナのイスマーイール・ハニーヤ首相との会談で、イスラエルは「地域の支配をねらう傲慢な諸国によって、イスラームの心臓ともいえる地への侵入を可能ならしむるために創られた」のだと発言している。アフマディーネジャードはイスラエルを「脅威」とし、域内に緊張を引き起こし、地域に英米の政策を強要するために建国されたものである、とも述べている。
同12日にはホロコースト・グローバルヴィジョン検討国際会議で演説。イスラエルの将来に言及し「イスラエルは崩壊しようとしている。これは神の約束であり、全世界の望みである」「ソ連が消滅したそのとき、誰しもが知ったはずだ。これがシオニスト体制の運命でもある、ということを。そして人類は自由になるだろう」と述べた。
また、2007年6月3日には、「イスラエル滅亡のカウントダウンが始まった」と発言した。
2009年4月20日には、世界人種差別撤廃会議の再検討会議の席上、「イスラエルは人種差別主義者の国だ」と発言。このため、親イスラエル派の欧州代表らが罵声を浴びせてゴムボールを投げるなど、抗議して次々と退場するという事態になった。なお、この会議にアメリカやイスラエルなどは欠席している
。

### エジプトとの関係
イランとエジプトは1980年以後正式な国交が無い状況が続いていたが、2011年のムバーラク政権崩壊後は変化が生まれ、2013年2月5日、イスラム協力機構首脳会議出席のため、1979年のイラン・イスラーム革命以後イランの大統領として初めてエジプトを訪問した。

## ホロコースト否定と反セム主義者との告発
2005年12月、アフマディーネジャードはホロコーストについて、これを「神話」とよび、ヨーロッパのホロコースト否認諸法を批判するなどの複数の発言をし、論争の的となった。2006年5月30日には、デア・シュピーゲル紙のインタビューに応え、再度ホロコーストについて疑問視、これについて「二つの意見がある」と主張、ホロコーストが神話かどうかと尋ねられると「自らの実際確信するところを真実と信じるのみ」と応えている
。
これらの発言に対し、合衆国上院などさまざまな機関が、アフマディーネジャードを反セム主義的として非難した。のちにアフマディーネジャードは自身が反セム主義者ではないとして「一部の人々が私を反ユダヤとして非難しているのならば、問題は解決できると思う。なぜなら私は反ユダヤではないからだ。私はユダヤ人を大変に尊敬している」と述べている。
アフマディーネジャードがホロコーストを否定した、ということ自体も議論の対象で、アフマディーネジャードはイスラエルの現体制の存在を正当化するためにホロコーストを用いることを批判しているだけだ、との立場もある。Information Clearing Houseによれば、アフマディーネジャードはイスラエル現体制の維持発展のためにホロコーストを利用しており、彼の言動は文脈を無視してホロコースト否定発言として扱っているという。
また国営イスラーム共和国通信では、アフマディーネジャードの発言は次のようなものであったとしている。「……現実のホロコーストはパレスティナにおいて探し求められるべきである……圧政に苦しむ人々が毎日のように血を流している。これはイラクでも同様だ。無防備のムスリムたちが毎日死んでゆく……一部の西側政府、特に合衆国政府は預言者ムハンマド（彼に平安あれ！）への冒涜を認めている。ホロコーストの神話、すなわちシオニストが過去60年間他国に対し圧力を振るい、罪無きパレスチナ人への殺害を正当化する根拠として用いられているホロコーストの神話は拒絶する。イスラエル現体制の行ったことは犯罪のように思えるのだ……」。
「ホロコーストの神話」の意味として、ホロコーストが歴史上の事実であって拒絶できず、ゆえにイスラエルが無謬であるということを意味すると考える立場があるのである。
2006年12月11日、ホロコースト・グローバルヴィジョン検討国際会議が開催され、広範な批判を招いた。この会議はアフマディーネジャードの要求と命令によって開かれたもので、「ホロコースト否認会議」「ホロコースト否定主義者会合」といわれた。イランはホロコースト否認会議ではないとしている。

## 人権
現在のアフマディーネジャード政権下でのイランの人権状況は劣悪であり、たとえばカナダ政府はイランを2006年の最悪の人権抑圧国13カ国の1つと公表した。アムネスティ・インターナショナルによると、非暴力的な反体制活動であっても妨害、拷問、処刑の可能性があり、アフマディーネジャードの大統領選当選は改革派支持者の敗北を意味するものであった。ヒューマン・ライツ・ウォッチは「基本的人権、特に表現の自由および集会の自由について、イランは2006年中に状況が悪化した。政府は、拘留した反体制派を日常的に長期かつ徹底的な独房監禁などで拷問・虐待している」としている。
同時に、ヒューマン・ライツ・ウォッチは現況イランでの人権侵害の根源は、最高指導者アリー・ハーメネイーに責任を負う司法府、アフマディーネジャードに直接任命される諸官にあり「アフマディーネジャード政権の発足以降、Evin Prisonや司法府、情報省、イスラーム革命防衛隊が内密に運営する施設などで、拘留者の待遇は悪化している」という。 アフマディーネジャードはたとえばジャーナリストのザフラー・カーゼミーの処刑に責任のある検察官など、反体制派への拷問・殺人に直接関与する官吏を用い、昇進させている。
大衆抗議に関するアフマディーネジャード政権の対応には幅がある。同じくヒューマン・ライツ・ウォッチは「アフマディーネジャード政権は明らかに前大統領モハンマド・ハータミー政権の方針からはシフトしたし、平和的な抗議・集会についても忍耐を示すことはなくなっている」という。
2006年1月、治安部隊がストライキ中のバス運転手らを襲撃、数百人を拘留、政府は運転手らの独自組合の認定あるいは彼らとの団体交渉を拒否した。2月には政府部隊がゴムの宗教施設門前での平和的なスーフィズム集会を解散させるため放水や催涙ガスを使用している。3月には、テヘランで私服警官を含む警察隊が、国際婦人デーを祝う女性権利活動家による平和的集会に乱入、参加していた数百の男女を殴打した。さらに6月、同じくテヘランでの女性権利擁護の集会にも治安部隊が介入。警棒での殴打、ペッパーガスの噴射がおこなわれ、ガスの染料により参加者を特定し、70人が拘留された。
上記のような類型の例外は2006年12月のテヘランでの学生抗議の事例である。この例外が生じた要因はアフマディーネジャード個人の意向によるものと考えられている。アフマディーネジャードは騒がしい抗議によって、アミール・キャビール工科大学での演説を中断させられたが、当局に学生を妨害しないように命じた。ただし他の抗議活動で、アフマディーネジャード政権発足以降、大学での異議申し立て活動に対する取り締まりが存在していたと指摘がなされている。

## 補足
- 2007年9月 - ニューヨーク訪問の際にグラウンド・ゼロに訪れたいとの要望に対してアメリカ政府側は警備上の都合により見合わせてほしいと回答し実現しなかったが、コロンビア大学の講演は行うことができた。その際にイランには同性愛者はいないと発言し、参加者の学生から失笑とブーイングをかった。アフマディーネジャードは普段は笑顔を見せることがあまりないが、この講演の際は笑顔を見せていた。
- 2010年9月 - 国連総会出席のため、訪米した際にCNNの番組であるラリーキングライブに出演した。
- ネクタイをしない。これはネクタイが西洋的で反体制的という考えからイランでは忌み嫌われているからであり、アフマディーネジャードに限ったことではない。それ以前は個人的に着用することは黙認されてきたものの、2012年5月以降本格的な規制が始まり、服飾店からネクタイの姿が消えることになった[163]。
- 2012年6月、ドイツメディアの取材で「大統領退任後は学問の世界に戻る」と述べ、2013年に政界を引退する意向を示した[164]。
- 2021年6月18日に行われる大統領選挙への立候補を表明したが、同年5月、護憲評議会による事前審査によって失格となった[165]。

### 読書案内
- Harris, David  (2004). The Crisis: the President, the Prophet, and the Shah—1979 and the Coming of Militant Islam. Little, Brown